# Sora wo kakeru yodaka
Sora wo kakeru yodaka (宇宙を駆けるよだか?) è un manga del 2014 scritto e disegnato da Shiki Kawabata, ed edito da Shūeisha. Dall'opera è stata tratta una miniserie in sei episodi, intitolata Switched e pubblicata da Netflix il 1º agosto 2018.

## Trama
Zenko Umine è una ragazza depressa che decide di suicidarsi, gettandosi dalla cima di un edificio; al contrario, Ayumi Kohinata è estremamente popolare. La giovane assiste al suicidio di Umine, per poi morire poco dopo; quando entrambe si risvegliano, si ritrovano con i corpi scambiati: Umine decide così di approfittare della situazione.

## Manga
| Nº | Data di prima pubblicazione | Data di prima pubblicazione | Data di prima pubblicazione |
| Nº | Giapponese                  | Giapponese                  |                             |
| -- | --------------------------- | --------------------------- | --------------------------- |
| 1  | 25 febbraio 2015            | ISBN 978-4-08-845351-4      |                             |
| 2  | 24 luglio 2015              | ISBN 978-4-08-845420-7      |                             |
| 3  | 25 dicembre 2015            | ISBN 978-4-08-845503-7      |                             |